# Розтяжка
Розтягування — система гімнастичних вправ, спрямована на розвиток гнучкості не всіх м'язів, суглобів та сухожиль. Входить до тренувальної програми професійних спортсменів. Може бути виокремлена як окремий вид фітнесу для оздоровлення організму або застосовуватися як заминка після основного тренування спортсмена[джерело?].

## Принципи
Основою занять на розтягування є чергування напруження м'язів з їх розслабленням. Головні принципи — плавність рухів, поступовість розвитку їх амплітудності, контроль больових відчуттів. Занадто сильний біль у м'язах чи суглобах свідчить про перерозтяжку та є сигналом, що навантаження слід зменшити. Порушення цих принципів може призвести до багатьох травм: розтягнення, надрив зв'язки, мікророзрив м'язу тощо.[джерело?]

## Результат
Результатом розтяжки є пластичність — здатність тіла рухатися з максимальною амплітудою в різних напрямках. Одна з найпопулярніших позицій, що досягаються через заняття розтяжкою, це шпагат.

## Види
Існує кілька видів розтяжки.

### Активна та пасивна
Пасивна — така, що передбачає розтягування м'язів людини під вагою власного тіла.
Активна — така, що виконується з допомогою тренера.

### Статична та динамічна
Статична — комплекс вправ, в основі яких утримання певної позиції впродовж 15 — 20 секунд.
Динамічна — комплекс вправ, що передбачають активну дію на м'язи та суглоби: махи, так звані «пружинки» тощо.

## Розтягування та ЦНС
Розтягування — результат роботи центральної нервової системи людини. Попри думку, що під час занять м'яз видовжується, нарощуються нові волокна, головною передумовою прогресу в розтяжці є звикання до певної позиції: шпагату, складки тощо. Тому під час занять важливо правильно розслаблятися, дихати та контролювати своє тіло.

## Користь
Розтягування корисне не лише для професійних спортсменів, які використовують її для амплітудності рухів, а й для всіх охочих поліпшити свої фізичні показники. Регулярні заняття стрейчингом поліпшують кровообіг, укріплюють серцево-судинну систему, зменшують ризик травм у спорті чи повсякденному житті. Заняття позитивно впливають і на роботу шлунково-кишкового тракту, оскільки покращують обмінні процеси в організмі, та на стан людини в цілому.[джерело?]